# 中原哲泉
中原 哲泉（なかはら　てっせん、文久3年12月17日（1864年1月25日） - 昭和17年（1942年）12月1日）は、図案家、七宝家。
並河靖之の七宝の下画を手がけた絵師として知られているが、自らも作品を作った七宝師である。

## 生涯
文久3年12月17日に京都御所御苑内、内椹木（うちさわらぎ）町に生まれる。中原興利（おきとし、要人）の二男で、幼名は哲之輔興忠（てつのすけおきただ）。母の多川（たがわ）は旧公卿山井家の家柄であった。祖父・中原右京は、羽林家に属する町尻家当主町尻量輔に仕え、兵庫寮に属していた。安政2年（1855年）に祖父が亡くなると、父が跡を継ぎ、同様に中尻家の雑掌を務めた。しかし、禁門の変の兵火で焼け出され、一家は粟田口村の借家に住まう。更に明治7年（1874年）に主の量輔が亡くなると家司を退き、翌年には母が亡くなる。
明治11年（1878年）9月3日ワグネルがいた京都舎密局で、1年間七宝技術を学ぶ。
明治12年（1879年）10月10日に青蓮院宮家の近侍であった並河靖之の七宝製造の事業に加わったというが、並河が明治10年に第一回内国勧業博覧会に出品し鳳紋賞を受賞した「七宝舞楽図花瓶」（三の丸尚蔵館蔵）の舞楽の図柄は、哲泉もしくは中原家のものと思われ、これ以前より知己であった可能性が高い。この頃靖之は、賀陽宮のお付きとなった桐村茂三郎と十円ずつの資本を出し開業した。茂三郎が靖之に名古屋で盛んだった七宝製造を勧めたといわれている。七宝を焼くにも窯もないので、最初はエナ壺で焼き、次には土器で焼き、三度目にはほうろくを上下ふたつ合わせた中で焼いたという。その後、明治6年頃には完全な食籠が出来るようになり、博覧会などで作品が入賞することで、彼らの仕事は人々に知られはじめた。しかし、作品が拙劣であり英国では売れないとして、取引先であったストロン商会との契約が打ち切られてしまう。靖之は40人ほどいた職人に暇を出し、少年5人を新しく雇いいれて、再出発する。このとき靖之のもとで、ひとり協力していたのが、哲泉だという。
哲泉は、靖之らと共に七宝の各技術を研究練磨した。当初は下絵に専念していたが、後には釉薬の改良や焼成法にも関わった。哲泉は明治18年（1885年）頃から並河家と白川を挟んだ西側に、70坪の住居と七宝工房を合わせた住居に住んでいた。家の平面図を見ると、工房は七宝の殆どの工程をこなせる規模で、現在並河靖之七宝記念館に残る工房跡より大きい。中原家に残る弟の中原修三良（郎）が記した名簿には、多くの職人の出入りしていたことが記録され、哲泉も自分の工房を構え職人を使いながら制作全体を管理していたのがわかる。
この頃、森寛斎から、「これは俺でも描けん」とその才能を激賞された。靖之は語る「（中原は）がんらい画は習うたことがないのでございます。しかし此者に描かせますれば、私の思う通りにできる。また画を描く時に針金の曲げ工合も考えてありますから、針金も画の通り曲げられる。これが我がものという画師です。」と。哲泉の図案は鳳凰や龍、蝶などが多く、これは哲泉と馴染みのある京都の公家文化を反映しているとみられる。その後、明治29年に靖之が帝室技芸員に任命されてからは、靖之が手がけていた勲章の図案も多く作成した。また図案を稲葉七宝などにも納めていた。
大正年間には、自らも作品を提示しており、国内の博覧会や展覧会で賞を得ている。また、京都の造園の第一人者であった小川治兵衛の依頼により、円山公園、平安神宮神苑など、今日名園といわれている各庭園の設計にも、すぐれた才を示した。白川沿いの家は借家だったため大正14年（1915年）に立ち退きを余儀なくされ、昭和17年（1942年）12月1日、京都市北区紫野御所田町の自宅で82歳で生涯を終える。